# Брезнишка река
Брезнишка река (или Туфча) е река в Южна България, област Благоевград, община Гоце Делчев, десен приток на река Места. Дължината ѝ е 27 km.
Брезнишка река изтича от Горното Брезнишко езеро (на 2587 m н.в.) в Брезнишкия циркус на Пирин. В началото тече на югоизток, прави голяма, изпъкнала на юг дъга, завива на североизток и достига до село Брезница. В този участък долината ѝ е дълбока и добре залесена. След селото завива на югоизток и навлиза в долина с обезлесени и ерозирали склонове. Влива се отдясно в река Места на 524 m н.в., на 1 km западно от село Балдево.
Площта на водосборния басейн на реката е 123 km2, което представлява 3,57% от водосборния басейн на река Места. Основни притоци: → ляв приток, ← десен приток
- ← Янколица
- → Мишовска река (Мишово дере)
- → Глоговица
- → Речище
- ← Глобощица
- ← Маревска река (най-голям приток)

Среден годишен отток при село Брезница 1,42 m3/s с максимум през месец май и минимум – септември.
Село Брезница в Община Гоце Делчев е единственото населено място по течението на реката.
Малка част от водите на реката в долното ѝ течение се използват за напояване.

## Топографска карта
- Лист от карта K-34-87. Мащаб: 1 : 100 000.
- Лист от карта K-34-96. Мащаб: 1 : 100 000.